# سيرنيون
سيرنيون هي بلدية فرنسية تقع في إقليم الأردين في منطقة غراند إيست. 

## الأماكن والمعالم الأثرية
- كنيسة سانت كوينتين. يوجد تمثال للقديس كوينتين وتمثال للسيدة العذراء في الكنيسة ، مصنفة على أنها آثار تاريخية كأشياء.

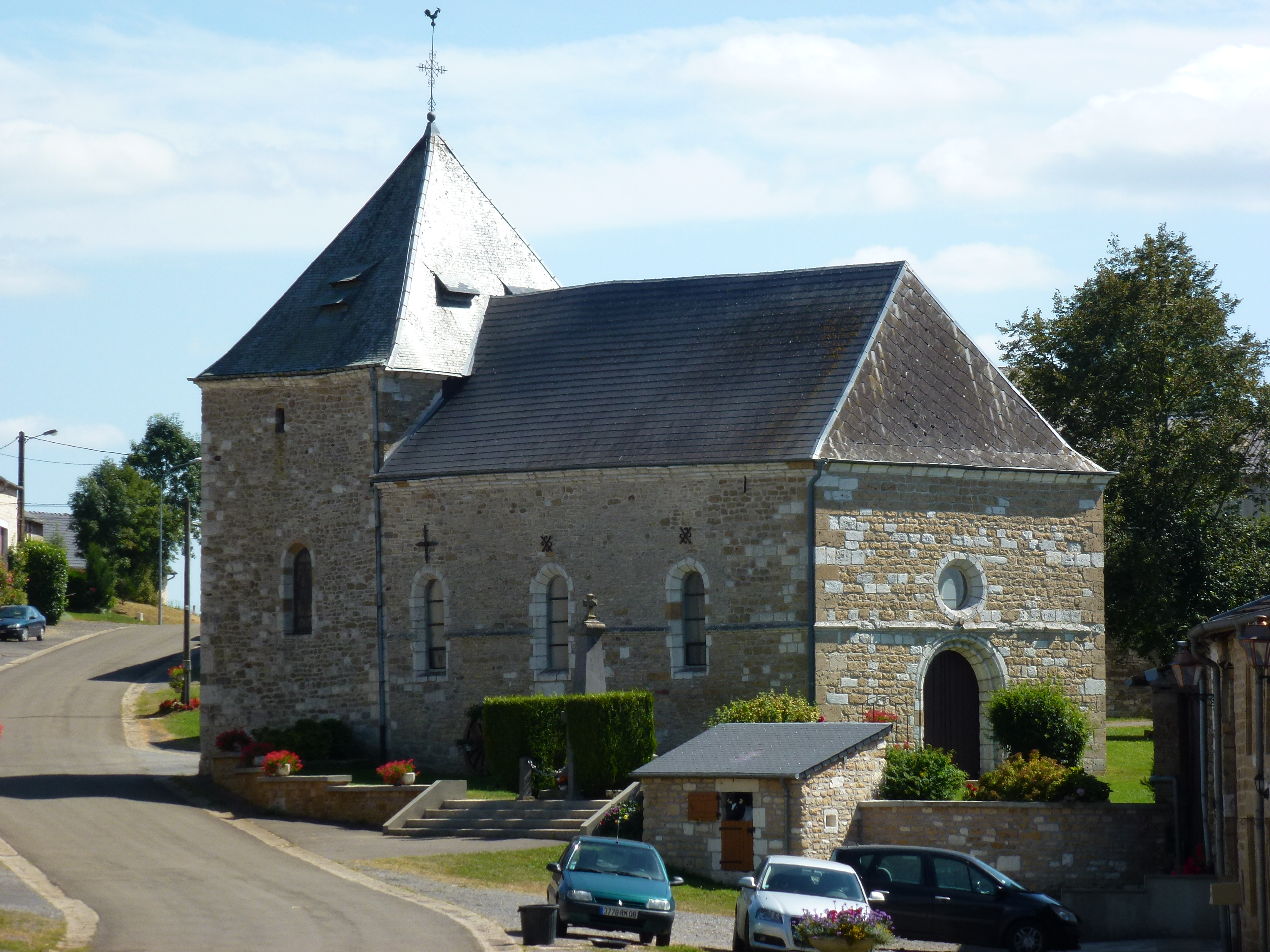
كنيسة سانت كوينتين.
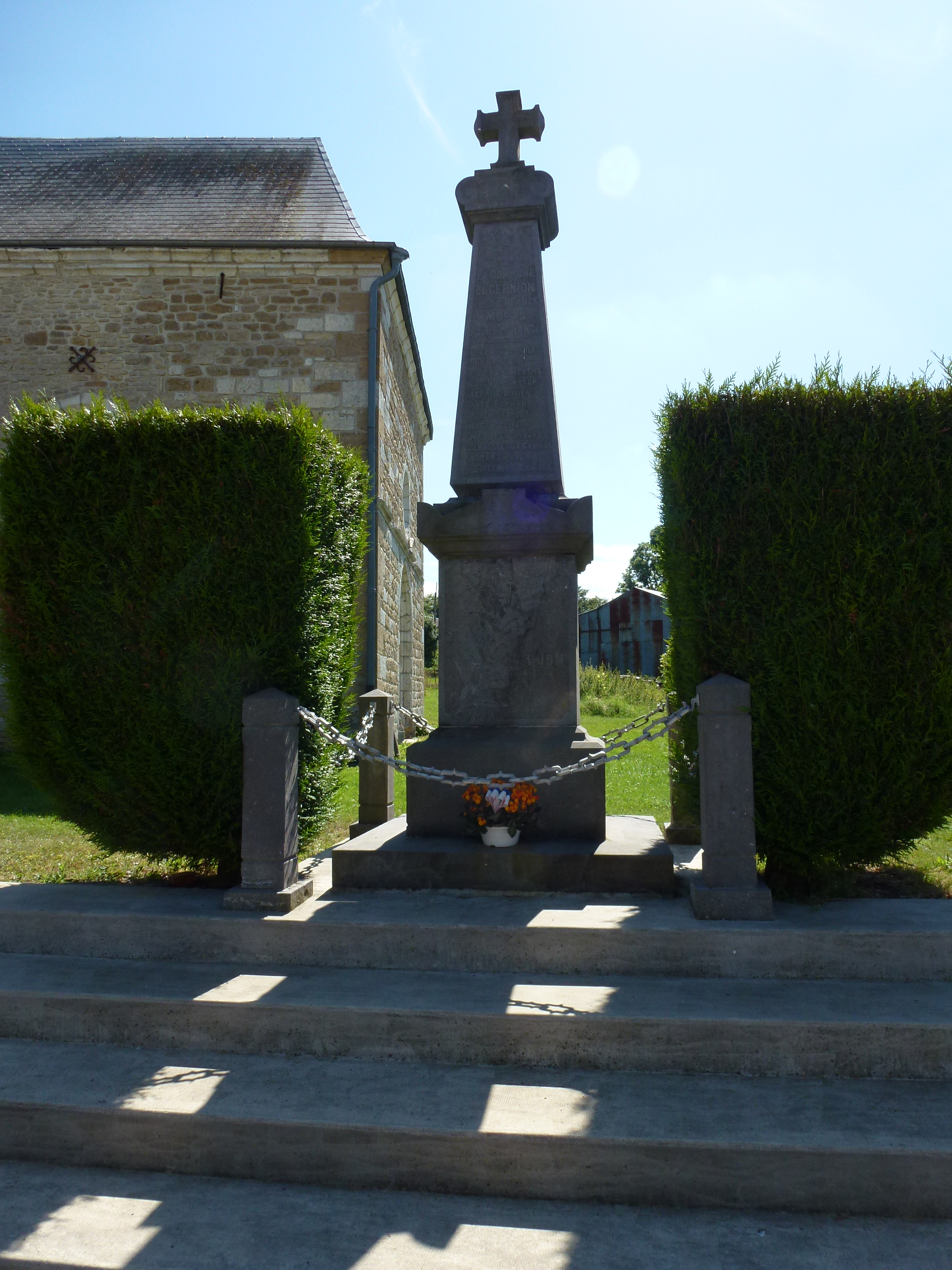
معلم أثري للموتى.